# Мюнстер (кантон)
Мюнсте́р (фр. Munster) — кантон у Франції, в департаменті Верхній Рейн регіону Ельзас.

## Склад кантону
Кантон включає в себе 16 муніципалітетів:
| Муніципалітет         | Площа | Населення, осіб | Рік  |
| --------------------- | ----- | --------------- | ---- |
| Бретенбак-О-Рен       | 9,37  | 879             | 1999 |
| Вассербур             | 9,47  | 473             | 1999 |
| Вір-о-Валь            | 12,54 | 1168            | 2005 |
| Грибак-о-Валь         | 4,73  | 736             | 1999 |
| Гюнсбак               | 6,18  | 789             | 1999 |
| Ешбак-о-Валь          | 4,84  | 372             | 1999 |
| Люттенбак-пре-Мюнстер | 7,86  | 820             | 1999 |
| Мецераль              | 30,43 | 1065            | 1999 |
| Міттлак               | 11,39 | 290             | 1999 |
| Мюльбак-сюр-Мюнстер   | 7,88  | 725             | 1999 |
| Мюнстер               | 8,64  | 5125            | 2006 |
| Ород                  | 5,49  | 320             | 1999 |
| Сондернак             | 8,44  | 614             | 1999 |
| Стоссвір              | 26,4  | 1389            | 2006 |
| Сульцбак-ле-Бен       | 7,06  | 650             | 2007 |
| Сульцерен             | 18,37 | 1088            | 1999 |

## Консули кантону
| Період    | Консул           | Посада                             |
| --------- | ---------------- | ---------------------------------- |
| 1985—1992 | Jean-Georges Ham | Член ради муніципалітету Мюнстер   |
| 1992—2004 | Antoine Boithiot | Член ради муніципалітету Міттлак   |
| 2004—2011 | Pierre Gsell     | Мер муніципалітету Бретенбак-О-Рен |

| Франція | Це незавершена стаття з географії Франції. Ви можете допомогти проєкту, виправивши або дописавши її. |